# Crangonyctidae
Crangonyctidae es una familia de crustáceos anfípodos de agua dulce que contiene 224 especies con distribución holártica.

## Géneros
Contiene los siguientes géneros:
- Amurocrangonyx[2] Sidorov & Holsinger, 2007 - 1 especie
- Bactrurus Hay, 1902 - 8 especies
- Crangonyx Bate, 1859 - 51 especies
- Lyurella Derzhavin, 1939 - 1 especie
- Pachypodacrangonyx Boutin & Coineau, 1987 - 1 especie
- † Palaeogammarus Zaddach, 1864 - 4 especies
- Stygobromus Cope, 1872 - 157 especies
- Stygonyx Bousfield & Holsinger, 1989 - 1 especie